# Чудный характер
«Чу́дный хара́ктер» — советский художественный фильм 1970 года, снятый режиссёром Константином Воиновым по сценарию Эдварда Радзинского.

## Сюжет
Певица Надежда Казакова из Сибири с непростым характером и непредсказуемыми поступками, неустроенной личной жизнью приехала в южный приморский город, чтобы спеть на международном молодёжном фестивале. Однако уже на первой репетиции её ждал провал, из-за чего она согласилась поехать с концертом к рабочим на строящуюся в горах ГЭС. Здесь к ней пришли вдохновение, успех и… безответная любовь.

## Критика
В конце декабря 1971 года секретарь Союза кинематографистов СССР Александр Караганов отмечал, что фильм (наряду с фильмами «Каждый вечер в одиннадцать», «Опасные гастроли») не был проанализирован критиками, а критика свелась «к более или менее остроумным рецензентным сарказмам», однако в этом фильме проявляются «вполне определенные представления о красоте, интеллигентности, морали, о границах искусства и его задачах».

## В ролях
| Актёр            | Роль               |
| ---------------- | ------------------ |
| Татьяна Доронина | Надежда Казакова   |
| Анатолий Азо     | инженер Соколов    |
| Геннадий Крынкин | инженер Омельченко |
| Владимир Басов   | антрепренёр Ефимов |
| Виктор Нинидзе   |                    |
| Юрий Силантьев   | дирижёр            |
| Майя Головня     | Клавдия, певица    |
| Мавр Пясецкий    |                    |
| Нодар Бекаури    |                    |
| Леонид Плешаков  | Гусенко            |

## Съёмочная группа
- автор сценария: Эдвард Радзинский
- постановщик: Константин Воинов
- главный оператор: Николай Олоновский
- композитор: Эдуард Артемьев
- текст песен: Леонид Дербенёв, Роберт Рождественский
- художник: Наталья Мешкова
- режиссёр: А. Бродский
- звукооператор: Виктор Зорин
- художник по костюмам: Ш. Быховская
- художник-гримёр: А. Баскакова
- оператор: М. Биц
- монтажёр: Л. Лысенкова
- директор: В. Маслов